# Sal yodada

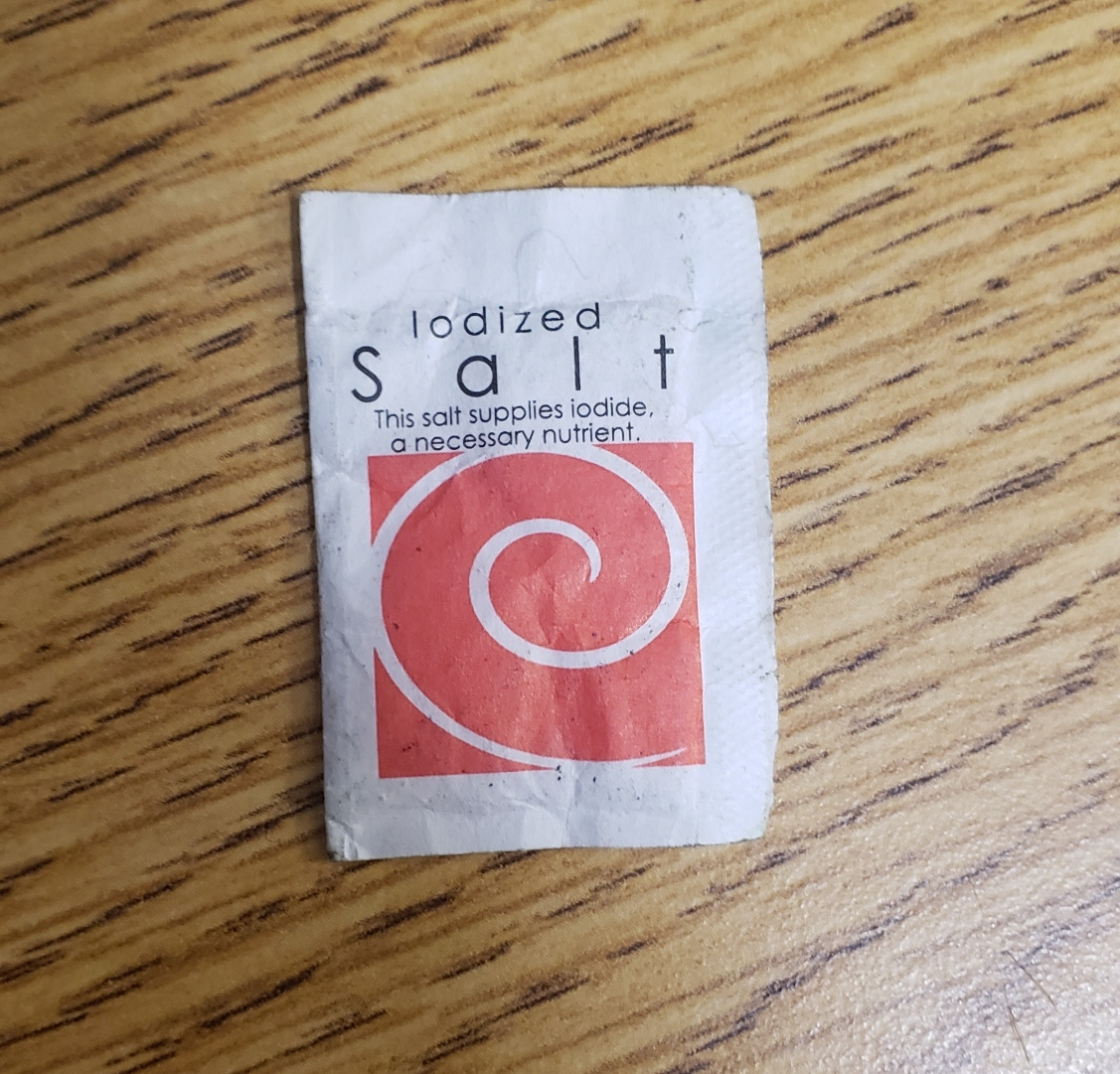
Un ejemplo de un paquete de sal yodada.

La sal yodada o sal yodizada es sal de mesa mezclada con una pequeña cantidad de varias sales de yodo. La ingestión de yodo previene la deficiencia de yodo. En todo el mundo, la deficiencia de yodo afecta a unos dos mil millones de personas y es la principal causa prevenible de discapacidades intelectuales y del desarrollo. La deficiencia también causa problemas en la glándula tiroides, como el bocio endémico. En muchos países, la deficiencia de yodo es un importante problema de salud pública que puede abordarse de manera económica agregando intencionalmente pequeñas cantidades de yodo a la sal de cloruro de sodio destinada al consumo humano.
El yodo es un micronutriente y un mineral dietético que está naturalmente presente en el suministro de alimentos en algunas regiones, especialmente cerca de las costas del mar, pero generalmente es bastante escaso en la corteza terrestre, ya que el yodo es un elemento considerado "pesado" y la abundancia de elementos químicos generalmente disminuye cuanto mayor es la masa atómica. En aquellas regiones donde los niveles naturales de yodo en el suelo son bajos y los vegetales no lo absorben, agregar yodo a la sal proporciona la cantidad pequeña pero esencial de yodo que necesitan los humanos.

## Química, bioquímica y aspectos nutricionales
Se utilizan cuatro compuestos inorgánicos como fuentes de yoduro, dependiendo del productor: yodato de potasio, yoduro de potasio, yodato de sodio y yoduro de sodio. Cualquiera de estos compuestos suministra al cuerpo el yodo necesario para la biosíntesis de las hormonas tiroxina (T 4 ) y triyodotironina (T 3 ) por parte de la glándula tiroides. La deficiencia de yodo puede afectar a la glándula tiroides, dando lugar al bocio, y en el caso de que afecte a niños, también a discapacidad intelectual severa. La falta de yodo puede llegar a causar demencia.Los animales también se benefician de los suplementos de yodo, y el derivado de yoduro de hidrógeno, la etilendiamina es el principal suplemento para la alimentación del ganado.
La sal yodada se emplea generalmente para combatir y/o prevenir situaciones de deficiencia de yodo en el organismo debido a la utilización como componentes casi exclusivos de la dieta de alimentos de procedencia  local, cuando los terrenos en los que han cultivado son pobres en yodo por razones geológicas. La sal es un vehículo eficaz para distribuir yodo al público porque no se altera y se consume en cantidades más predecibles que la mayoría de los demás productos. Por ejemplo, la concentración de yodo en la sal ha aumentado gradualmente en Suiza : 3,75 mg/kg en 1952, 7,5 mg/kg en 1962, 15 mg/kg en 1980, 20 mg/kg en 1998, y 25 mg/kg en 2014. Se encontró que estos aumentos mejoraron el estado del yodo en la población general suiza.
La sal que está yodada puede perder lentamente su contenido de yodo por la exposición a un exceso de aire durante períodos prolongados. Y en condiciones de alta temperatura y alta humedad relativa esto puede suceder más rápidamente a través del proceso de oxidación y sublimación de yodo.Es teóricamente imposible desarrollar una reacción alérgica al yodo de las formas inorgánicas utilizadas en la sal. No hay casos confirmados de "alergia al yodo".
Algunas agencias de alimentación como la de Estados Unidos aconsejan el empleo diario de 150 microgramos en la dieta de los hombres y mujeres adultos. Otras agencias de alimentación como la australiana recomiendan sin embargo dosis de 200 μg/día. La ausencia de dietas en yodo puede dar lugar a graves consecuencias en el feto durante la gestación.

## Producción
La sal comestible se puede yodar rociándola con una solución de yodato de potasio o yoduro de potasio. Se requieren 57 gramos de yodato de potasio, que cuestan alrededor de US$1,15 (en 2006), para yodar una tonelada de sal.
Se agrega dextrosa como estabilizador para evitar que el yoduro de potasio se oxide y se evapore. Comúnmente se agregan también agentes antiaglomerantes como el silicato de calcio a la sal de mesa para evitar la formación de grumos.

### Sales sin aditivos para conservas y encurtidos
A diferencia de la sal de mesa, que a menudo contiene yoduro e ingredientes antiaglomerantes, la sal especial para conservas y encurtidos se fabrica para producir la salmuera que se utilizará para encurtir verduras y otros alimentos. Sin embargo, contrariamente a la creencia popular, la sal yodada no afecta el color, el sabor ni la consistencia de los encurtidos.

## En iniciativas de salud pública

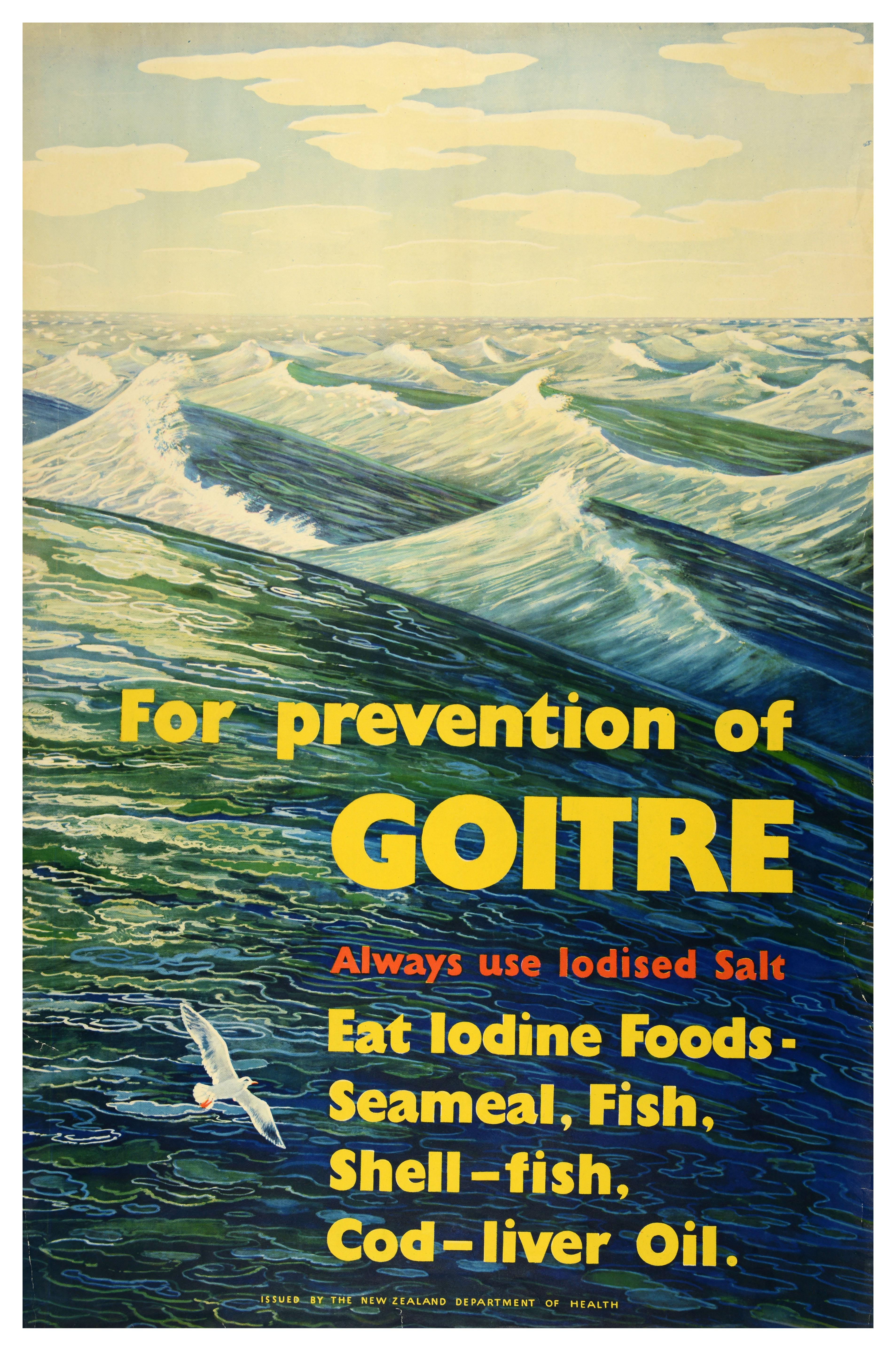
Cartel de Nueva Zelanda promocionando siempre usar sal yodada para prevenir el bocio.

En todo el mundo, la deficiencia de yodo afecta a dos mil millones de personas y es la principal causa prevenible de discapacidades intelectuales y del desarrollo. Según los expertos en salud pública, la yodación de la sal puede ser la medida disponible más sencilla y rentable del mundo para mejorar la salud, con un costo de solo 0,05 USD por persona al año.
En la Cumbre Mundial en favor de la Infancia de 1990, se fijó el objetivo de eliminar la carencia de yodo para el año 2000. En ese momento, el 25% de los hogares consumía sal yodada, proporción que aumentó al 66% en 2006.
Los productores de sal en general apoyan las iniciativas gubernamentales para yodar los suministros de sal comestible. La oposición a la yodación proviene de los pequeños productores de sal que están preocupados por el gasto adicional, los fabricantes privados de pastillas de yodo, las preocupaciones sobre la promoción del consumo de sal y los rumores infundados de que la yodación causa SIDA u otras enfermedades.
La Administración de Drogas y Alimentos de los Estados Unidos recomienda el consumo de 150 microgramos (0,15 mg) de yodo por día en adultos.

### Argentina
En Argentina la sal para uso humano o animal debe ser yodada desde el 8 de mayo de 1967, según la Ley 17.259.

### Australia
En una encuesta realizada en Australia entre 2003 y 2004, se encontró que los niños tenían deficiencias de yodo. Como resultado de este estudio, el gobierno australiano ordenó que todo el pan, excepto el pan "orgánico", debía usar sal yodada. Sigue existiendo la preocupación de que esta iniciativa no sea suficiente para las mujeres embarazadas y lactantes.

### Brasil
Las autoridades brasileñas detectaron los trastornos por deficiencia de yodo como un importante problema de salud pública en la década de 1950, cuando aproximadamente el 20% de la población sufría de bocio. La Agencia Nacional de Vigilancia Sanitaria (ANVISA) es responsable de establecer el contenido obligatorio de yodo de la sal de mesa. Dado que dieta brasileña promedia 12 g de sal de mesa por día, lo cual es más del doble del valor recomendado de 5 g por día. Para evitar un consumo excesivo de yodo, la yodación de la sal de mesa brasileña se redujo a 15–45 mg/kg en julio de 2013. Los especialistas criticaron la medida y dijeron que sería mejor que el gobierno promoviera la reducción del consumo de sal, lo que resolvería el problema del yodo y reduciría la incidencia de la hipertensión arterial.

### Canadá
La sal que se vende a los consumidores en Canadá para uso doméstico y de mesa debe estar yodada con yoduro de potasio al 0,01%. La sal marina y la sal que se vende para otros fines, como fabricar encurtidos, se pueden vender sin yodar.

### China
Gran parte de la población china vive tierra adentro, lejos de las fuentes de yodo dietético. En 1996, el Ministerio de Salud Pública de China estimó que la deficiencia de yodo era responsable de 10 millones de casos de trastornos del desarrollo intelectual en China.
El gobierno chino tenía el monopolio legal de la producción de sal desde el año 119 a. C. y comenzó a yodar la sal en la década de 1960, pero las reformas del mercado en la década de 1980 llevaron al contrabando generalizado de sal no yodada de productores privados. Por ejemplo, en la provincia interior de Ningxia, solo el 20% de la sal consumida era vendida por la Corporación Nacional de la Industria de la Sal de China. El gobierno chino respondió tomando medidas enérgicas contra el contrabando de sal, estableciendo una "policía de la sal" con 25.000 oficiales para hacer cumplir el monopolio de la sal. El consumo de sal yodada llegó al 90% de la población china en el año 2000.

### España
En España se conocían desde finales del siglo XIX los efectos de la deficiencia de yodo (bocio y discapacidad intelectual infantil) en algunas zonas geográficamente aisladas y con terrenos pobres en yodo por razones geológicas. Sin embargo, no se llevó a cabo ninguna actuación hasta la década de 1950, en la que se llevó a cabo una campaña de distribución de sal yodada en las Alpujarras (Granada). Aunque ya en 1963 la OMS recomendó la utilización general de sal yodada, no fue hasta junio de 1983 cuando se promulgó en España la primera ley en la que se reglamentaba la fabricación de sal de mesa yodada, con 60 mg de yodo por kg de sal, en forma de yoduro o yodato. Actualmente, el consumo de sal yodada representa alrededor del 50% del consumo doméstico total.

### Estados Unidos
En los EE. UU. a principios del siglo XX, el bocio era especialmente frecuente en la región cercana a los Grandes Lagos y el Noroeste del Pacífico. David Murray Cowie, profesor de pediatría en la Universidad de Míchigan, llevó a los EE. UU. a adoptar la práctica suiza de agregar yoduro de sodio o yoduro de potasio a la sal de mesa y para cocinar. El 1 de mayo de 1924, la sal yodada se comenzó a vender comercialmente en Míchigan. Dado que este estado era el principal productor de sal para consumo humano en Estados Unidos, esta actuación tuvo impacto a lo largo de todo el país. Para el otoño de 1924, Morton Salt Company comenzó a distribuir sal yodada a nivel nacional, realizando a la vez una gran campaña de promoción del uso de este tipo de sal.
Un estudio de 2017 encontró que la introducción de la sal yodada en 1924 elevó el coeficiente intelectual de la cuarta parte de la población con mayor deficiencia de yodo. Estos hallazgos "pueden explicar aproximadamente una década de tendencia ascendente en el coeficiente intelectual en los Estados Unidos (el efecto Flynn )". El estudio también encontró "un gran aumento en las muertes relacionadas con la tiroides luego de la adopción de sal yodada en todo el país, que afectó principalmente a personas mayores en localidades con alta prevalencia de deficiencia de yodo".
Un estudio de 2013 encontró un aumento gradual en la inteligencia promedio de 1 desviación estándar, 15 puntos en áreas con deficiencia de yodo y 3,5 puntos a nivel nacional después de la introducción de la sal yodada.
Una publicación de 2018 encontró que la distribución nacional de sal enriquecida con yodo aumentó los ingresos en un 11 %, la participación en la fuerza laboral en 0,68 puntos porcentuales y el trabajo a tiempo completo en 0,9 puntos porcentuales. Según el estudio, "estos impactos fueron impulsados en gran medida por los cambios en los resultados económicos de las mujeres jóvenes. En la edad adulta tardía, tanto hombres como mujeres tenían ingresos familiares más altos debido a la yodación".

### Filipinas
El 20 de diciembre de 1995, el presidente filipino Fidel V. Ramos firmó la Ley de la República 8172: Ley para la yodación de la sal a nivel nacional (ASIN).

### India
India y todos sus estados prohíben la venta de sal no yodada para consumo humano. Sin embargo, la implementación y el cumplimiento de esta política son imperfectos. Una investigación de 2009 encontró que el 9% de los hogares usaba sal no yodada y que otro 20% usaba sal insuficientemente yodada.

### Kazajistán
Kazajistán, un país de Eurasia central en el que los alimentos locales rara vez contienen suficiente yodo, ha reducido drásticamente la deficiencia de yodo a través de programas de yodación de la sal. Las campañas del gobierno y las organizaciones sin fines de lucro para educar al público sobre los beneficios de la sal yodada comenzaron a mediados de la década de 1990, y la yodación de la sal comestible se volvió legalmente obligatoria en 2002.

### Nepal
La "Salt Trading Corporation" ha estado distribuyendo sal yodada en Nepal desde 1963. 98% de la población usa sal yodada. Y se ha prohibido la utilización de sal no yodada para consumo humano. La sal cuesta alrededor de US$0,27 el kilo.

### Paraguay
Cada 12 de septiembre, en Paraguay se recuerda el “Día de la Sal Yodada”, fecha propicia para recordar que el yodo es un mineral importante para prevenir ciertos desórdenes. El Programa Nacional de Control y Prevención de Desórdenes por Deficiencia de Yodo (DDY) del Paraguay es llevado adelante por el Instituto Nacional de Alimentación y Nutrición (INAN), dependiente del Ministerio de Salud Pública y Bienestar Social.
Los Desórdenes por Deficiencia de Yodo (DDY) son en el Paraguay un problema endémico debido a su posición geográfica, es un país mediterráneo muy alejado de las costas marinas, por la geología de su terreno que contiene poco yodo y por no contar con minas de  sal. La Encuesta Nacional realizada sobre la prevalencia del Bocio Endémico en el año 1988 (MSPBS) reveló una prevalencia del 48,6%. A fin de abordar esta alta prevalencia, en 1991 se creó el Programa Nacional de Control y Prevención de los Desórdenes por Deficiencia de Yodo (DDY) que implementó como estrategia la  fortificación de la sal. Desde 1997 que la operativización del programa se da en todos los departamentos del país.

### Romania
Según la ley 568/2002 firmada por el parlamento rumano y republicada en 2009, desde 2002 la sal yodada se distribuye obligatoriamente en todo el país. Se utiliza obligatoriamente en el mercado para consumo doméstico, en panaderías y para consumo de mujeres embarazadas. Sin embargo la sal yodada es opcional para el consumo animal y la industria alimentaria. Aunque a pesar de ello es muy utilizada en dichas actividades. El proceso de yodación de la sal debe asegurar un mínimo de 30 mg de yodo/kg de sal.

### Sudáfrica
El gobierno sudafricano ordenó que toda la sal a la venta fuera yodada después del 12 de diciembre de 1995.

## Fortificación de la sal con otros elementos

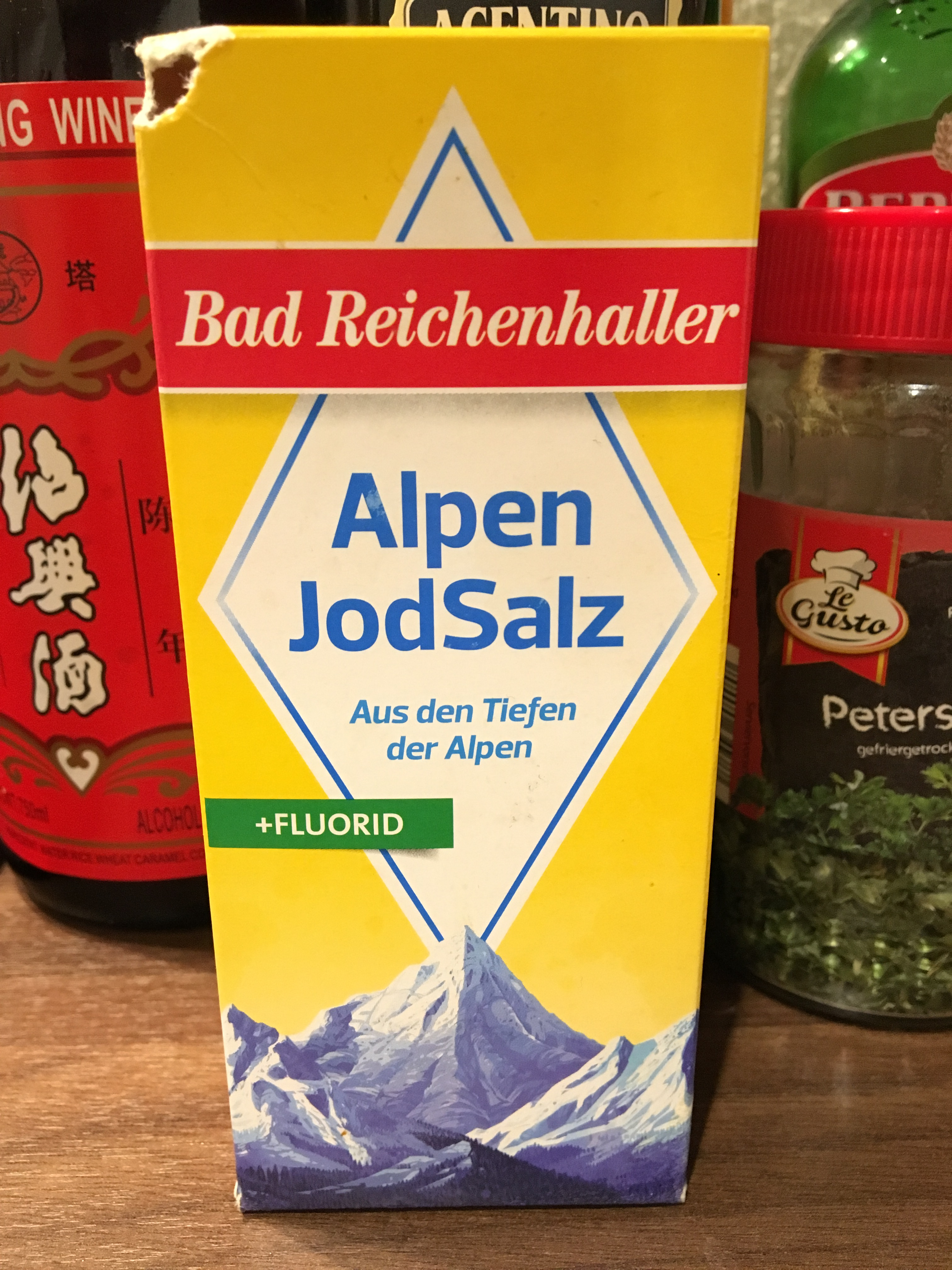
Sal yodada y fluorada de venta en Alemania

### Sal doblemente fortificada (DFS)
La sal también se puede fortificar doblemente con hierro y yodo. El hierro se microencapsula con estearina para evitar que reaccione con el yodo de la sal. Al proporcionar hierro además de yodo en el conveniente vehículo de suministro de la sal, podría servir como un enfoque sostenible para combatir los trastornos por deficiencia de yodo y hierro en áreas donde ambas deficiencias son frecuentes.
Agregar hierro a la sal yodada se complica por varios problemas químicos, técnicos y organolépticos. Desde que una pre-mezcla viable de DFS estuvo disponible para su ampliación en 2001, ha surgido un cuerpo de literatura científica para respaldar la iniciativa DFS, incluidos estudios realizados en Ghana, India, Costa de Marfil, Kenia y Marruecos.

### Sal fluorada
En algunos países, la sal de mesa se trata con fluoruro de potasio para mejorar la salud dental.

### Dietilcarbamazina
En India y China, se ha agregado dietilcarbamazina a la sal para combatir la filariasis linfática.

### Importancia de la fortificación con Yodo en Argentina
En Argentina la fortificación de la sal con yodo es una medida de salud pública crucial para prevenir los trastornos por deficiencia del mismo (IDD, por sus siglas en inglés) y sus consecuencias negativas para la salud, esta práctica se implementa con el objetivo de garantizar un adecuado aporte de yodo en la población, especialmente en grupos vulnerables como mujeres embarazadas y niños en edad escolar.
La legislación nacional establece que la sal destinada al consumo humano debe ser fortificada con yodo, siguiendo las recomendaciones de la  Organización Mundial de la Salud (OMS) y la Organización Panamericana de la Salud (OPS). Esto asegura que la población reciba cantidades adecuadas de yodo en su dieta diaria, contribuyendo así a la prevención de trastornos relacionados con deficiencia de este micronutriente .
Según la, los trastornos por deficiencia de yodo pueden tener impactos graves en el desarrollo cognitivo y físico, especialmente en los niños, y pueden aumentar el riesgo de hipotiroidismo y otros problemas de salud en adultos (OMS, 2020). La fortificación de la sal ha demostrado ser una estrategia costo-efectiva y ampliamente aceptada para abordar estas preocupaciones de salud pública.
Investigaciones locales han destacado la efectividad de esta medida. Según estudios realizados en diferentes regiones de Argentina, la fortificación de la sal ha logrado reducir significativamente la prevalencia de bocio endémico y otros trastornos relacionados con la deficiencia de yodo en áreas previamente afectadas.
Además de la importancia en la prevención de enfermedades, la fortificación de la sal con yodo es considerada una intervención de salud pública inclusiva y equitativa, alcanzando a toda la población independientemente de su nivel socioeconómico o ubicación geográfica. Esto es fundamental en un país como Argentina, caracterizado por una diversidad geográfica y condiciones socioeconómicas variables.
En conclusión, la fortificación de la sal con yodo juega un papel crucial en la promoción de la salud pública en Argentina. Esta medida ha demostrado ser efectiva en la prevención de trastornos por deficiencia de yodo, mejorando así la calidad de vida y reduciendo los costos asociados con la atención médica de enfermedades evitables. Sin embargo, es fundamental continuar monitoreando y evaluando la implementación de esta estrategia para asegurar su efectividad a largo plazo y realizar ajustes según sea necesario.